# Sousoší

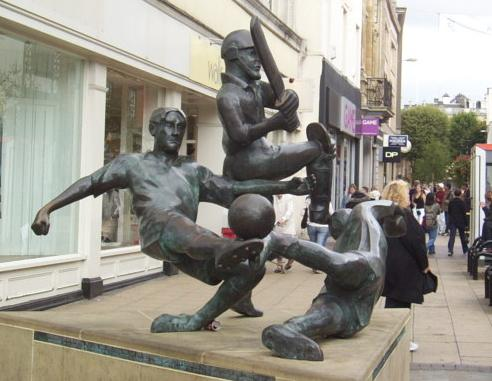
Sportovní sousoší v Leicesteru - hráči rugby a kriketu

Sousoší je sochařské dílo tvořené dvěma nebo více figurami spojenými do jednoho výtvarného celku na jednom podstavci či obdobném základně. Figurou se zde rozumí lidská postava, případně obdobná bájná či náboženská postava; naopak za figuru se zpravidla nepovažují zvířata (jezdecká socha, socha sv. Jiří s drakem), ani postavy netvořící s hlavní postavou ideový a skladební celek, například dekorativní využití putti či výzdoba podstavce.
Sousoší bývají velmi často používána zejména u vekovních pomníků (zejména intravilánech měst), kdy celkové výtvarné pojetí sousoší vhodně doplňuje a vylepšuje vzhled příslušného městského prostoru.
Ačkoliv si to velmi často neuvědomujeme tak faktickým sousoším je například i Pomník sv. Václava na Václavském náměstí v Praze, velmi známé sousoší je i Pomník mistra Jana Husa na Staroměstském náměstí v Praze či sloup Nejsvětější Trojice v Olomouci. Velké monumentální sousoší se v Praze nachází třeba i na Palackého náměstí (fakticky před budovou ministerstva zdravotnictví ČR poblíž jihozápadního vchodu do stanice pražského metra Karlovo náměstí).
Velká sousoší bývají také vytvářena jakožto významný pamětní či pietní umělecký artefakt, např. velké sousoší 82 dětí umučených ve vyhlazovacím táboře v Chełmnu v obci Lidice u Kladna.

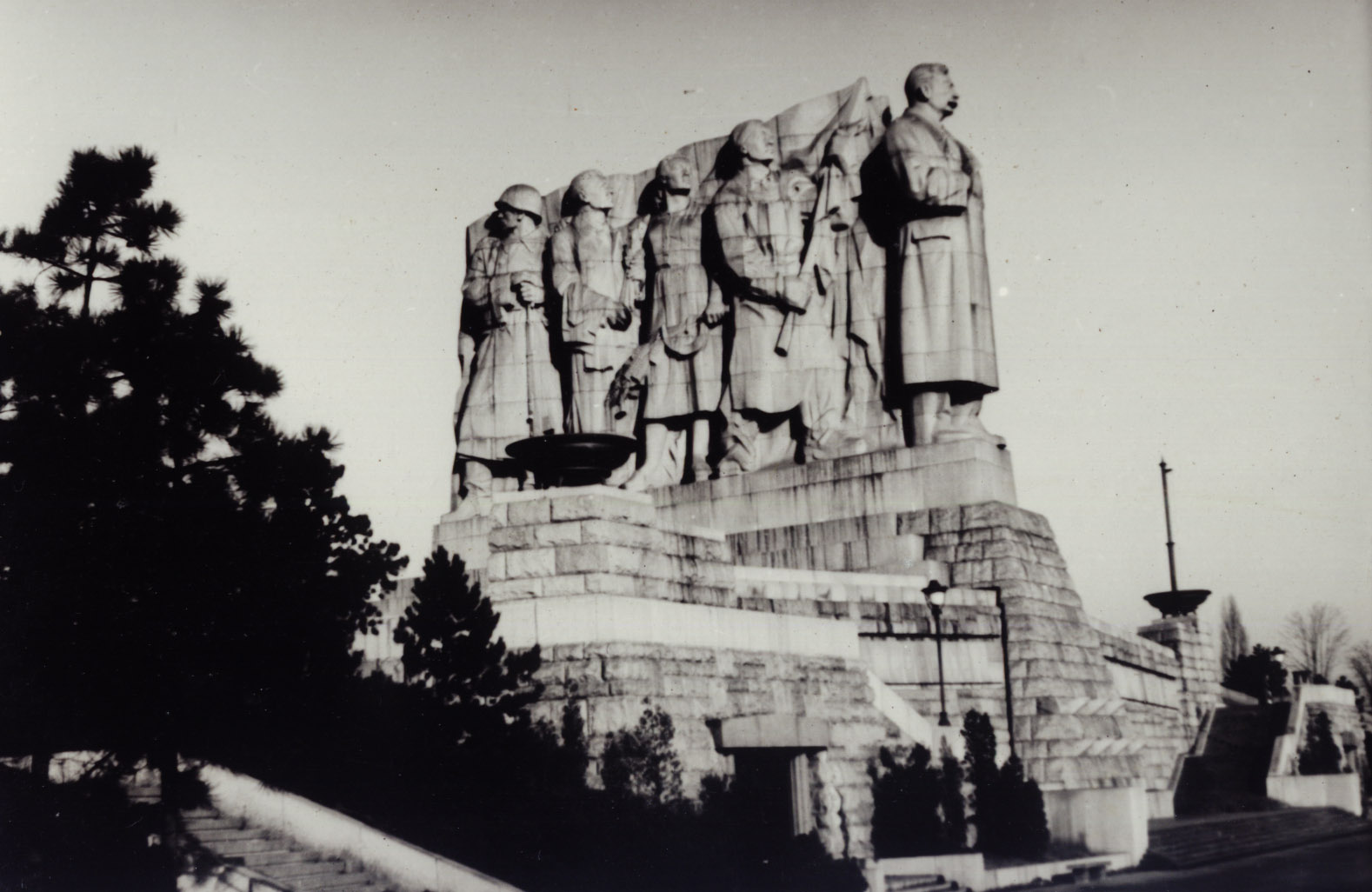
Bývalý Stalinův pomník v Praze

Některá velká sousoší pak v tomto „pietním“ (pseudopietním) historickém kontextu dostala během doby zvláštní tragikomický rozměr, viz Stalinův pomník známý pod hanlivou lidovou přezdívkou Fronta na maso, jenž byl s velkou pompou tehdejším komunistickým vedením budován na pražské Letné počátkem 50. let 20. století, načež o několik let později byl opět dosti spektakulárním způsobem nákladně zbourán.